# Большое Яшалтинское
Большо́е Яшалти́нское (также известно как Солёное озеро, устар. Шавур-Толга) — крупное солёное озеро в Яшалтинском районе Республики Калмыкия, расположенное между селами Березовское и Соленое. Площадь озера около 40 квадратных километров. Чаша озера достигает в длину до 8 км, а в ширину — до 5 км. Котловина озера представляет собой очень мелкую, почти плоскую, чашу. Озеро Большое Яшалтинское располагает достаточно большим запасом лечебных илово-сульфидных грязей.
Почвенный покров вокруг озера сложный: на севере, северо-востоке доминируют солонцы луговые, на востоке — солонцы каштановые в комплексе с каштановыми почвами, на юге, юго-западе — темнокаштановые карбонатные в комплексе с солонцами.
Минерализация воды (по результатам проб 2004 года) достигает 97,6 г/л (высокая). Жёсткость — 432 мг-экв/л. Класс воды хлоридный, группа натрий, тип второй.

## Гидрологический режим
Относится к Манычской озерной группе, куда, помимо Большого Яшалтинского, входят озера Маныч-Гудило, Лопуховатое, Лебяжье, Малое Яшалтинское, Джама, Царык и др. Нестабильный гидрологический режим озера обусловливает значительные сезонные изменения минерализации и ионно-солевого состава озерной рапы. Минерализация колеблется от 72 г/дм³ в зимне-весенний период до 350—400 г/дм³ и более в летне-осенний. При этом ионный состав изменяется от сульфатно-хлоридного магниево-натриевого до хлоридного натриево-магниевого. Глубина озера варьирует в связи с различными погодными условиями: в весеннее время достигает 1,5-0,6 м, летом — 0,5-0,1 м, а к концу лета — начала осени часть озера пересыхает, покрываясь слоем самосадочной соли. Озеро подпитывается путём вымывания дождевыми, талыми и грунтовыми водами морских грунтовых отложений. Температура воды колеблется от 17 °C весной до 36 °C летом.

## Рекреационный потенциал
Озеро по своим свойствам является уникальным. Озерная рапа и грязи озера имеют целебное значение. Согласно физико-химическому анализу грязи озера являются лечебными, слабосульфидными высокоминерализованными. На основании бальнеологического заключения Испытательного центра природных лечебных ресурсов Российского научного центра восстановительной медицины и курортологии лечебные грязи являются лечебными, иловыми, слабосульфитными, высокоминерализованными. Их бальнеологическая ценность обусловлена наличием сульфидов железа и большого количества водорастворимых солей, в том числе признанных терапевтически активными (бишофит, бром и бор), органические биостимуляторы (липиды, витамины, ферменты, гормоны). Патогенная микрофлора отсутствует, загрязнение токсинами (тяжелыми металлами и радионуклидами) не наблюдается. Показаниями к наружному применению являются болезни нервной и костно-мышечной системы, болезни органов дыхания, болезни органов пищеварения, болезни мочеполовой системы и системы кровообращения